# Beltrán
Beltrán è un comune della Colombia facente parte del dipartimento di Cundinamarca.
Il centro abitato venne fondato da Gregorio Avila nel 1760, mentre l'istituzione del comune è dell'8 settembre 1856.